# Никритина, Анна Борисовна
А́нна Бори́совна Никри́тина (5 октября 1900, Чернигов — 10 декабря 1982, Ленинград) — советская кино- и театральная драматическая актриса, артистка Камерного театра в Москве (до 1928), ленинградского Большого драматического, сестра С. Б. Никритина, жена А. Б. Мариенгофа. Заслуженная артистка РСФСР (1934).

## Биография
С 1909 по 1917 год училась в Киевской Соловцовской гимназии[уточнить]. С 1917 играла в Соловцовском театре в Киеве. С 1917 по 1919 училась в Киевской драматической студии. С 1919 по 1920 год работала артисткой Полтавского городского театра. С 1920 играла в Камерном театре (Москва). Жила в Богословском переулке.
Вышла замуж за поэта Анатолия Мариенгофа. У них родился сын Кирилл (10.07.1923, Одесса — 4.03.1940, Ленинград), который покончил с собой.
В 1928 году переехала в Ленинград. С 1928 года играла в Ленинградском Большом драматическом театре (БДТ) (ныне — имени Г. А. Товстоногова). В 1930 году жила в Ленинграде по ул. Марата № 47-49. 
С 1936 по 1937 служила в Центральном театре Красной Армии.
Похоронена на Богословском кладбище Санкт-Петербурга рядом с мужем (на участке 24).

## Работы в театре
Большой драматический театр имени Горького
- 1958 — «Кремлёвские куранты» Н. Ф. Погодина; постановка В. Я. Софронова и И. П. Владимирова — Дама испуганная
- 1948 — «Бесприданница» А. Н. Островского — Харита Игнатьевна Огудалова[14].
- 1948 — «Враги» М. Горького; режиссёр Н. С. Рашевская — Клеопатра
- 1939 — «Дачники» М. Горького; режиссёр Б. А. Бабочкин — Калерия
- 1935 — «Аристократы» Н. Ф. Погодина — Сонька
- 1933 — «Укрощение мистера Робинзона» — Альмагула
- 1932 — «Егор Булычёв и другие» М. Горького — Варвара
- 1930 — «Три толстяка» Ю. К. Олеши — Суок[15];
- «Вавилонский адвокат» — Зера[16].

## Фильмография
- «Враги» — Клеопатра Петровна Скроботова (жена Михаила Скроботова; 1953);
- «Человек-амфибия» — мать Зуриты («Для тебя у неё закрыта дверь, а для других — открыто окно!», 1961);
- «Татьянин день» — хозяйка шляпного салона (1967);
- «Зелёная карета» — директриса пансиона (1967).